# San Bartolomé Yatoni
San Bartolomé Yatoni är en ort i Mexiko.   Den ligger i kommunen Villa Talea de Castro och delstaten Oaxaca, i den sydöstra delen av landet, 400 km sydost om huvudstaden Mexico City. San Bartolomé Yatoni ligger 1 641 meter över havet och antalet invånare är 293.
Terrängen runt San Bartolomé Yatoni är huvudsakligen bergig, men den allra närmaste omgivningen är kuperad. Runt San Bartolomé Yatoni är det ganska glesbefolkat, med 23 invånare per kvadratkilometer. Närmaste större samhälle är Tanetze de Zaragoza, 5,5 km väster om San Bartolomé Yatoni. I omgivningarna runt San Bartolomé Yatoni växer i huvudsak städsegrön lövskog.